# Antiguo dólar taiwanés
El antiguo dólar (en chino: 舊臺幣 o 舊台幣), también conocido como "yuan", fue la moneda de Taiwán desde 1946 hasta 1949.

## Historia
Entre 1895 y 1945, la isla de Taiwán estuvo bajo el dominio japonés, por lo que la moneda circulante era el yen taiwanés. En 1945, tras el fin de la Segunda Guerra Mundial, la República de China asumió el control de la isla. En un año, el gobierno reasumió las competencias del Banco de Taiwán y comenzó a emitir dólares como un medio provisional para sustituir al yen taiwanés a la par. Los primeros billetes se imprimieron en Shanghái y se embarcaban a Taipéi. Ya en los últimos años se imprimieron en Taiwán.
Debido a la guerra civil china, tanto Taiwán como China sufrieron una grave inflación durante la década de 1940. Mientras la inflación crecía, el Gobierno emitía billetes de mayor valor, llegando incluso al millón de yuanes. El 15 de junio de 1949, esta moneda fue sustituida por el nuevo dólar taiwanés, con una tasa de cambio de cuarenta mil antiguos dólares por uno nuevo.

## Billetes
| Imagen del anverso | Imagen del reverso | Denominación    | Color predominante | Dimensiones | Descripción del anverso                                                      | Descripción del reverso                 |
| ------------------ | ------------------ | --------------- | ------------------ | ----------- | ---------------------------------------------------------------------------- | --------------------------------------- |
|                    |                    | 1 Dólar         | Azul               | 130 × 70 mm | Sun Yat-sen - Edificio del Banco de Taiwán - Mapa de Taiwán                  | Batalla naval contra la flota holandesa |
|                    |                    | 5 Dólares       | Rojo               | 135 × 73 mm | Sun Yat-sen - Edificio del Banco de Taiwán - Mapa de Taiwán                  | Batalla naval contra la flota holandesa |
|                    |                    | 10 Dólares      | Gris               | 141 × 77 mm | Sun Yat-sen - Edificio del Banco de Taiwán - Mapa de Taiwán                  | Batalla naval contra la flota holandesa |
|                    |                    | 50 Dólares      | Marrón             | 144 x 77 mm | Sun Yat-sen - Edificio del Banco de Taiwán - Mapa de Taiwán                  | Batalla naval contra la flota holandesa |
|                    |                    | 100 Dólares     | Verde              | 154 × 81 mm | Sun Yat-sen - Edificio del Banco de Taiwán - Mapa de Taiwán                  | Batalla naval contra la flota holandesa |
|                    |                    | 500 Dólares     | Rojo               | 158 × 84 mm | Sun Yat-sen - Edificio del Banco de Taiwán - Mapa de Taiwán                  | Batalla naval contra la flota holandesa |
|                    |                    | 1.000 Dólares   | Azul               | 158 × 86 mm | Sun Yat-sen - Edificio del Banco de Taiwán - Mapa de Taiwán                  | Batalla naval contra la flota holandesa |
|                    |                    | 10.000 Dólares  | Verde              | 160 × 86 mm | Sun Yat-sen - Edificio del Banco de Taiwán - Mapa de Taiwán - Caña de azúcar | Batalla naval contra la flota holandesa |
|                    |                    | 10.000 Dólares  | Rojo               | 143 × 67 mm | Sun Yat-sen - Edificio del Banco de Taiwán - Mapa de Taiwán                  | Edificio del Banco de Taiwán            |
|                    |                    | 100.000 Dólares | Rojo               | 143 × 63 mm | Sun Yat-sen - Edificio del Banco de Taiwán - Mapa de Taiwán                  | Edificio del Banco de Taiwán            |

| Denominación      | Color predominante | Dimensiones | Descripción del anverso      |
| ----------------- | ------------------ | ----------- | ---------------------------- |
| 5.000 Dólares     | Naranja            | 147 × 60 mm | Edificio del Banco de Taiwán |
| 10.000 Dólares    | Azul               | 150 × 61 mm | Edificio del Banco de Taiwán |
| 100.000 Dólares   | Rojo               | 150 × 61 mm | Edificio del Banco de Taiwán |
| 1.000.000 Dólares | Marrón             | 150 × 61 mm | Edificio del Banco de Taiwán |